# Bart Oegema
Bart Oegema est un coureur cycliste néerlandais né le 28 février 1983 à Amsterdam et mort le 11 janvier 2011. Il fut coureur cycliste entre 2002 et 2008. Depuis il s'était lancé dans la médecine jusqu'à sa mort début 2011. Entre 2005 et 2007 il avait couru en France dans l'équipe de l'AVC Aix-en-Provence. Il a remporté deux victoires dans sa carrière.

## Palmarès
- 2006 
  - 3e étape du Tour de la Martinique
  - 3e du Tour de la Martinique

- 2007 
  - 1re et 3e étapes du Circuit des Ardennes
  - 3e du Circuit des Ardennes